# Кинофантастика в эпоху немого кино
Первые фантастические фильмы длились всего несколько минут, были чёрно-белыми и немыми. Акцент делался не на персонажах или сюжете, а на какой-либо фантастической технологии. Фильмы представляли собой разновидность комедии.
Прообраз фантастического фильма был явлен ещё Луи Люмьером, который снял минутную метафорическую короткометражку «Механический мясник» (Le charcuterie mécanique, 1895), где была показана вымышленная машина, перерабатывающая живых поросят в сосиски. Никаких особых приёмов (даже простого монтажа) для этого фильма не потребовалось, но результат получился достаточно неожиданный — на экране родился образ бездушного механического монстра, уничтожающего живые существа.
Созданные Жоржем Мельесом и его последователями приёмы «кинематографической магии» очень быстро перешли из разряда забавных курьёзов в категорию чрезвычайно мощных художественных средств. Опыт, который Мельес приобрёл, разрабатывая постановочные трюки для театральных спектаклей, оказался бесценным и в кино, позволив начать делать короткометражные фильмы с фантастическими сюжетами.
Это как нельзя лучше соответствовало тогдашним задачам кинематографа, который считался чисто развлекательным коммерческим видом искусства и должен был прежде всего приносить доход. Спецэффекты давали возможность привлечь на киносеансы больше публики и продать прокатчикам больше копий фильмов. Владея искусством постановки фантастических короткометражек, Мельес имел грандиозное преимущество перед другими кинематографистами, которые вынужденно были ограничены бытовыми и историческими сюжетами и псевдодокументалистикой.
Первым фантастическим фильмом со спецэффектами считается двухминутная лента Мельеса «Замок Дьявола» (Le manoir du diable, 1896), в которой зрителю были продемонстрированы появления, исчезновения и трансформации людей и предметов в антураже готического замка. В фильме со сходным сюжетом «Лаборатория Мефистофеля» (Le cabinet de Méphistophélès, 1897) был трюк, когда голова превратившегося в призрак Мефистофеля отрывается от туловища и летает по комнате. В следующие несколько лет Мельес выпустил множество фильмов с мистическими мотивами («Заколдованная гостиница» / L’auberge ensorcelée, 1897), изображением «научных» эффектов («Начинающий рентгенолог» / Les rayons Röntgen, 1898) и воспроизведением классических фантастических сюжетов («Пигмалион и Галатея» / Pygmalion et Galathée, 1898) и так далее.
В 1898 году появились первые британские фантастические фильмы, снятые Джорджем Альбертом Смитом, который оспаривал приоритет Мельеса в изобретении приёма двойной экспозиции, но в итоге так и остался в истории «вторым номером». Его первым опытом был фильм «Фауст и Мефистофель» (Faust and Mephistopheles, 1898). Почти одновременно с ним вступил в безнадёжное соревнование с Мельесом Уолтер Р. Бут, который дебютировал мистической короткометражкой «Проклятие Мизера» (The Miser’s Doom, 1899).
В США появление фильмов Мельеса вызвало активизацию Томаса Алвы Эдисона, который поручил одному из сотрудников его студии Эдвину С. Портеру исследовать работы французского кинематографиста и принять на вооружение его технологии. В 1900 году Портер поставил свой первый фантастический фильм «Фауст и Маргарита» (Faust and Marguerite); впоследствии он стал одним из наиболее влиятельных американских кинематографистов первых двух десятилетий истории кино.
Появление кинофантастики в России можно уверенно датировать 1909 годом, когда были поставлены фильмы Василия Гончарова «В полночь на кладбище» и «Вий» (до наших дней не сохранившиеся).

## «Большие» фантастические фильмы Жоржа Мельеса
Разнообразие оказавшихся в распоряжении Жоржа Мельеса приёмов было использовано им для создания поразительных для тогдашнего зрителя трюковых лент. Начав с двойной экспозиции, он довёл дело до многократной и мог теперь в двухминутке Одна голова хорошо, а четыре лучше (Un homme de têtes, 1898) общаться с тремя своими головами, разложенными рядком на столе, или присутствовать на экране в семи ролях одновременно в фильме «Человек-оркестр» (L’homme orchestre, 1900), однако все это были пока хоть и эффектные, но всего лишь демонстрации мастерства, трюки ради самих трюков.
По мере развития постановочных и прокатных возможностей кинематографа длина фильмов увеличивалась, что создавало возможность включать в фильм не один двух-трёхминутный скетч или сценку, а достаточно развёрнутый сюжет. Такие фильмы могли демонстрироваться уже не в составе киноальманахов, а самостоятельно и поэтому имели достаточно серьёзный зрительский резонанс и распространялись в большем количестве копий (в том числе «пиратских»).

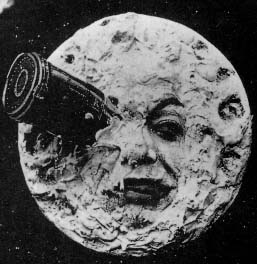
«Путешествие на Луну»

Главными достижениями кинофантастики первого десятилетия XX века остаются два фильма Мельеса — «Путешествие на Луну» (Le voyage dans la lune, 1902) и «Невероятное путешествие» (Le voyage à travers l’impossible, 1904). Оба они поставлены как масштабные кинематографические комедийные мистерии со множеством спецэффектов и в уникальной «мельесовской» стилистике, которую было практически невозможно сымитировать. Фильмы эти имели грандиозный успех, однако сам Мельес не смог предложить ничего в развитие своих достижений. На протяжении целого десятилетия он продолжал снимать в одной и той же манере и в 1912 году его статичный стиль в бурлескном «Завоевании полюса» (La conquête du pôle) на фоне других быстро развивающихся направлений воспринимался уже как анахронизм.

## Первые экранизации фантастических произведений
Экранизации литературных произведений почти сразу стали одним из самых популярных направлений кинематографа. Поскольку короткий метр не позволял перенести произведение на экран хоть сколько-нибудь полно, кинематографисты обычно или выбирали какой-то выигрышный эпизод книги, или же делали адаптацию, которая сводила сюжет книги к нескольким существенным эпизодам. Поскольку фантастика давала к тому же возможность привлечь зрителя чудесами спецэффектов, понятно внимание кинематографистов к этому направлению.
Важные для истории культуры ранние экранизации фантастических произведений были практически в каждой стране, где развивался свой национальный кинематограф.

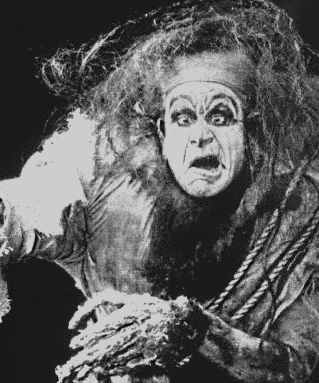
Первый киномонстр Франкенштейна (Чарлз Огл, 1910 год)

Первым экранным воплощением сюжета повести Роберта Льюиса Стивенсона стал заснятый на плёнку в 1908 году адаптированный спектакль «Доктор Джекил и мистер Хайд» (Dr. Jekyll and Mr. Hyde) — четыре действия пьесы были ужаты так сильно, что уместились на одном рулоне.
Из наиболее влиятельных киноверсий классических фантастических произведений следует упомянуть первую короткометражную экранизацию «Франкенштейна» (Frankenstein, 1910), которую на студии Эдисона поставил режиссёр Дж. Сирл-Доули. Сюжет романа превратился в сжатую нравственно-философскую притчу, в которой противопоставлялись чувства человека и рассудочность учёного. Попутно зритель мог насладиться несколькими выразительными спецэффектами — в том числе продолжительной сценой появления из котла с химикатами гротескной фигуры Создания.
Французский фильм «Остров ужаса» (L’Île d’épouvante, 1911), сюжетной основой для которого послужил роман «Остров доктора Моро», стал первой попыткой экранизации произведений Герберта Уэллса.
В 1913 году в России классик мировой мультипликации Владислав Старевич снял несколько игровых фильмов по фантастическим произведениям Гоголя, в том числе «Ночь перед Рождеством».
В том же 1913 году в Швеции режиссёр Мориц Стиллер экранизировал роман-фантасмагорию Гуго фон Гофмансталя «Незнакомка» (Den Okända).
В 1916 году в США был снят фильм «20 000 льё под водой» (20,000 Leagues Under the Sea), первая экранизация знаменитого одноимённого романа Жюля Верна и один из первых опытов подводной киносъёмки.
В 1918 году в Дании появилась первая полнометражная экранизация книги о космическом полёте — «Полёт на Марс» (Himmelskibet) режиссёра Хольгера-Мадсена по мотивам романа Софуса Михаэлиса.

## Немецкая символическая кинофантастика
Кинематограф Германии 1910—1920-х годов считался одним из наиболее развитых в эстетическом и художественном плане даже по сравнению с французским и американским, которые далеко превосходили его количеством снятых фильмов. Немецкие кинематографисты одними из первых начали относиться к кино как не столько развлечению, сколько способу создания произведений искусства. При этом большое влияние на киноискусство того времени оказывал художественный авангард. Их сочетание довольно быстро привело к впечатляющим результатам — в том числе в области символической кинофантастики.
Одним из первых серьёзных достижений в этом направлении стал фильм «Пражский студент» (Der Student von Prag, 1913), поставленный Стелланом Рюэ и Паулем Вегенером — история о студенте, который продал дьяволу своё отражение в зеркале и впоследствии сталкивается со своим двойником, который действует вопреки его желаниям и ломает его планы. В конце концов, он вызывает двойника на дуэль, убивает его, но сразу после этого умирает, так как двойник — это его alter ego.
Фильм Стеллана Рюэ был слишком тяжеловесен и монотонен даже для того времени, когда полнометражные фильмы не отличались повышенной динамикой. Несмотря на это, он создал новый «бродячий сюжет», впоследствии неоднократно экранизировавшийся — широко известна, например, гораздо более живая и выразительная версия Хенрика Галеена (Der Student von Prag, 1926).
Галеен и Вегенер совместно поставили следующий этапный для кинофантастики фильм — «Голем» (1915). В этом фильме, косвенно основанном на романе Густава Майринка, рассказывалась история Голема — глиняного человека, которого оживил в XVI веке рабби Лёв для того, чтобы отвести беду от обитателей пражского еврейского гетто. По сюжету фильма, обездвиженного Голема находят в начале XX века рабочие в развалинах синагоги. Его оживляет владелец антикварной лавки, который знает секрет рабби Лёва. Голем некоторое время служит у него по дому, но затем влюбляется в дочь антиквара и, не найдя взаимности, выходит из-под контроля. Пауль Вегенер, сыгравший Голема, создал один из своих самых впечатляющих экранных образов, с которым так освоился, что впоследствии дважды возвращался к нему в фильмах «Голем и танцовщица» (Der Golem und die Tänzerin, 1917) и «Голем: Как он пришел в мир» (Der Golem, wie er in die Welt kam, 1920) — последний, пересказывающий легенду о создании и первом бунте Голема, остаётся наиболее удачным из киновоплощений этого сюжета.
Интересный социальный поворот темы дал режиссёр Отто Рипперт в шестисерийном фильме «Гомункулус» (Homunculus, 1916), который стал одним из самых популярных немецких кинопроектов того времени. Учёный Эдгар Родин создаёт Гомункулуса — совершенного искусственного человека, правда, «лишенного души». Узнав тайну своего происхождения и чувствуя себя отчуждённым от человечества, тот решает отомстить людям. Он организует революции и устанавливает в мире «совершенное общество» — жесточайшую диктатуру. Мотивы и образы этого фильма существенно повлияли на Фрица Ланга и нашли отражение в знаменитом «Метрополисе».

## Немецкая экспрессионистская фантастика
Настоящей эстетической революцией в кинематографе стал фильм Роберта Вине «Кабинет доктора Калигари» (Das Kabinett des Doktor Caligari, 1920) — история о выступающем в бродячем балагане таинственном докторе Калигари, который демонстрирует публике сомнамбулу Чезаре, Спящего, просыпающегося только по воле своего хозяина. Калигари ночами отправляет Чезаре убивать горожан, которые чем-то ему не понравились. В итоге оказывается, что вся эта история — болезненный бред одного из персонажей, но финальный поворот даёт зрителю повод усомниться и в этом.
Снятый в нарочито авангардистских декорациях, фильм гениально создавал ощущение тяжёлого ночного кошмара. Это ощущение прекрасно сочеталось с возникавшей в финале темой безумия и тем самым получало чёткое сюжетное обоснование, делая форму и содержание фильма неразрывно связанными. (Смысл же основной метафоры фильма был в те времена более чем прозрачен: спящий разум народов Европы позволил своим правителям втянуть их в безумие мировой войны — впрочем, немецкие создатели фильма имели в виду прежде всего родную Германию, которая эту войну проиграла). «Кабинет доктора Калигари» стал программным произведением мирового экспрессионизма и оказал громадное влияние на многие эстетические течения 1920-х годов.

В близкой, хотя и более «мягкой» художественной манере был сделан фильм «Голем: Как он пришел в мир» (Der Golem, wie er in die Welt kam, 1920) — третье, самое масштабное и впечатляющее появление Пауля Вегенера на экране в роли глиняного великана. На этот раз действие разворачивалось в Праге XVI века и пересказывало первоначальную легенду о том, как рабби Лёв создал Голема для защиты жителей пражского гетто от напастей, но не смог сохранить власть над своим творением.
Ещё одним выдающимся успехом немецкого экспрессионизма стал «Носферату. Симфония ужаса» (Nosferatu, eine Symphonie des Grauens, 1922) — поставленная Ф. В. Мурнау вольная экранизация «Дракулы» Брэма Стокера. Мурнау интересно сочетал достоверные натурные съёмки с выморочными декорациями, подчёркивая противостояние жизни и смерти. Готическая атмосфера разрушенного замка, выверенный ритм монтажа, а главное — мастерская игра Макса Шрека, создавшего выразительнейший образ вампира, безжалостного человека-крысы, — все это создало картине репутацию одного из самых страшных фильмов за всю историю кинематографа.
Художественно значительная экспрессионистская драма Фрица Ланга «Доктор Мабузе, игрок» (Dr. Mabuse, der Spieler, 1922), снятая по роману Норберта Жака, рисовала почти современный для создателей фильма мир, который потерял стержень существования и потому подвержен влиянию могущественных негодяев. Доктор Мабузе (Рудольф Клайн-Рогге) обладает невероятной гипнотической силой, посредством которой он может подчинять себе людей, вызывать у них галлюцинации, и беззастенчиво пользуется этим в своих аферах. Фильм пользовался огромной популярностью, а в 1933 году Фриц Ланг снял его звуковое продолжение — «Завещание доктора Мабузе» (Das Testament des Dr. Mabuse). Образ доктора Мабузе стал нарицательным и впоследствии он появлялся как главный негодяй в нескольких фильмах и комиксах.
Роберт Вине, постепенно перешедший к более «камерному» направлению в экспрессионизме, поставил интересный, но по моде того времени сильно затянутый фильм «Руки Орлака» (Orlacs Hände, 1924) по роману Мориса Ренара — историю гениального пианиста Орлака (Конрад Фейдт), который в аварии потерял кисти обеих рук. Чтобы спасти его гений для человечества, жена уговаривает его на операцию по пересадке рук от погибшего донора. Операция проходит успешно, руки приживаются. Но постепенно Орлак начинает подозревать, что чужие руки пытаются овладеть его сознанием, и, чтобы не сойти с ума, он пытается узнать, чьи именно кисти ему пересадили. Впоследствии этот сюжет несколько раз переснимался — обычно как не психологическая драма, а как фильм ужасов.
Между тем Фриц Ланг продолжал развивать фантастическую тему в кино — следующим его большим проектом стал фильм в двух частях «Нибелунги» (Die Nibelungen, 1924), поставленный по мотивам знаменитого германского эпоса «Песнь о Нибелунгах». Первая часть фильма повествовала о молодом Зигфриде, который победил дракона, стал обладателем сокровищ нибелунгов, женился на Кримхильде и был предательски убит. Вторая часть была глубоко трагической и совершенно не фантастической историей о том, как овдовевшая Кримхильда отомстила за смерть мужа, уничтожив всех своих братьев. Фильм и сейчас поражает размахом постановки, а его значение для кинематографа того времени вполне можно сравнить со значением трилогии «Властелин Колец» для современного кино. Впрочем, мировому успеху «Нибелунгов» сильно мешал тогдашний исторический контекст — в проигравшей войну Германии фильм воспринимался как призыв к возрождению величия германской нации, а за рубежом то же самое обстоятельство заставляло многих видеть в нём чуть ли не агитку. Однако по прошествии десятилетий стало очевидным, что при всей политической ангажированности «Нибелунги» стали одним из высочайших художественных достижений германского немого кинематографа.
Настоящую революцию в кино совершил следующий фильм Ланга — грандиозная метафорическая антиутопия «Метрополис» (Metropolis, 1927). Съёмки этой картины обошлись в рекордную для немого кино сумму — в ценах 2005 года это 200 млн долларов США. Огромный футуристический город разделен на две части — надземную, где праздно обитают «хозяева жизни», и подземную, жилище рабочих, низведённых до положения придатков гигантских машин. Фредер, сын одного из правителей Метрополиса, вдруг осознаёт ущербность этого разделения и пытается на своём опыте понять жизнь людей «подземелья». Он влюбляется в Марию, девушку «снизу», которая воспитывает детей рабочих и рассказывает им о лучшей жизни, которая их ждёт впереди. Отец Фредера, желая показать сыну неполноценность рабочих по сравнению с «высшим классом», намерен спровоцировать бунт и затем подавить его. Он использует изобретённого ученым Ротвангом человека-машину, которому придается внешний вид Марии. Механическая Лже-Мария толкает рабочих на восстание. Они ломают машины, в том числе те, которые обеспечивают существование подземной части города. Вода затапливает рабочие кварталы и едва не губит детей, которых спасает настоящая Мария. Бунт разрастается, и в итоге отец Фредера вынужден дать восставшим обещание, что принципы существования Метрополиса будут изменены.
«Метрополис» настолько органично и мощно объединил достижения экспрессионизма с мотивами научной фантастики, что практически завершил развитие первого и дал существенный импульс развитию второго направления в кино. Прежние эксперименты в этой области по сравнению с фильмом Ланга выглядели совершенно неубедительно, и на протяжении ещё многих лет попытки поставить что-нибудь сравнимое по масштабу оборачивались провалом, но несмотря на это именно впечатляющие достижения «Метрополиса» дали кинофантастике возможность шаг за шагом наращивать обороты.
Из первого ряда немецких кинематографистов наиболее энергичные и динамичные фильмы снимал Хенрик Галеен, в равной степени успешный и как режиссёр, и как сценарист. Его уже упомянутый выше фильм «Пражский студент» (1926) заметно оживил сюжет о роковом потивостоянии фехтовальщика Балдуина и его двойника, а в 1928 году Галеен поставил «Альрауне» — вторую экранизацию (первая, довольно слабая, была поставлена в 1918 году) одноимённого «научно-мистического» романа Ганса Гейнца Эверса. По сюжету профессор-генетик Якоб тен Бринкен (Пауль Вегенер), следуя древним магическим поверьям, создаёт из корня мандрагоры девушку Альрауне (Бригитта Хельм) — существо, не отягощённое наследственностью и приносящее удачу тем, кто находится рядом с ней. Он отдаёт её на воспритание в пансион. Когда Альрауне взрослеет, она сбегает из пансиона с влюблённым в неё юношей и затем вынуждает его присоединиться к бродячей цирковой труппе. Через несколько лет профессор находит её и говорит молодой женщине, которая его совсем не помнит, что он её отец. Заинтригованная тайной своего происхождения, Альрауне находит научные записи тен Бринкена, из которых узнаёт правду. Узнав, что она вообще не человек, девушка испытывает шок и решает отомстить профессору, который постепенно начинает относиться к ней уже не как к дочери, а как к возлюбленной. Она заставляет тен Бринкена постоянно ревновать, а затем покидает его во время игры в рулетку, унеся с собой и его везение. Профессор, понявший, что не сможет удержать Альрауне, впадает в безумие и пытается убить её, но девушку спасает единственный человек, которого она действительно смогла полюбить.
Фильм оказался весьма удачной смесью фантастики и мелодрамы, предвосхитив основные демиургические мотивы фильмов о Франкенштейне. Впоследствии были сделаны ещё две экранизации этого сюжета — звуковой фильм 1930 года с той же Бригиттой Хельм в роли Альрауне и западногерманская постановка 1952 года.
Конец десятилетия ознаменовался революционным переворотом в киноискусстве — появились звуковые фильмы. Тем не менее, германские кинематографисты ещё некоторое время оставались верны немому кино, в котором они добились таких значительных успехов.
Одним из последних крупных достижений немецкого немого кинематографа стал научно-фантастический фильм Фрица Ланга «Женщина на Луне» (Frau im Mond, 1929) — видимо, первый в мире фильм, где было более-менее достоверно (то есть, в соответствии с тогдашними научными представлениями) показано космическое путешествие. Эта задача, позже серьёзно опошленная многочисленными эпигонами, тогда воспринималась как серьёзная и значимая для искусства в целом — дискуссии о космических полётах формировали столь необходимое новое позитивистское мировоззрение, и кино не могло оставаться от них в стороне, раз уж имело возможность высказаться. Поэтому для консультирования фильма были приглашены ведущие немецкие авторитеты в области практического ракетостроения и авторы книг о возможности космических полётов — Херманн Оберт, Вилли Лей и другие. Их участие в проекте не избавило картину от ряда наивных (даже по тем временам) упрощений, но в целом тема была «взята» — фильм оставался едва ли не главным кинопроизведением на тему «настоящего» космического полёта вплоть до выхода на экраны через 20 лет знаменитого «Место назначения: Луна» (1950). Стоит добавить, что многие сценарные находки из него стали навязчиво популярны и среди советских фантастов (например, едва ли не обязательное присутствие в сюжете «тайком пробравшегося на корабль юного пионера»).

## Советская кинофантастика 1920-х годов
Послереволюционное кино в РСФСР носило во многом пропагандистский характер — в полном соответствии с широко известным благодаря пересказу Луначарского высказыванием Ленина о том, что именно кино является для большевиков важнейшим из всех искусств. Поэтому если до революции основу российской кинофантастики составляли сказки и экранизации классических произведений с элементами мистики, то уже первые советские фантастические фильмы делали упор на тему пролетарской мировой революции. Таковы были «Железная пята» (1919) по мотивам романа Джека Лондона, где историки будущего изучают документы о гибели капитализма в XX веке; «Призрак бродит по Европе» (1923) — «антикапиталистическая» экранизация рассказа Эдгара По «Маска Красной Смерти»; революционный памфлет «Слесарь и Канцлер» (1923) по пьесе А. Луначарского.
В середине 1920-х годов в советском кино появляется и закрепляется тема противостояния Советской Республики и капиталистического окружения — обычно в форме фантазий о будущей войне. Целый «букет» таких фильмов появился в 1925 году. В фильме «Аэро НТ-54» советский инженер изобретал новейший двигатель для аэропланов и за этим изобретением гонялись иностранные шпионы. «Коммунит» («Русский газ») рассказывал об изобретении в СССР парализующего газа, который должен помочь разделаться со всеми врагами. Гораздо менее гуманный «Луч смерти» описывал ситуацию, когда иностранные пролетарии получают из СССР лучевое оружие и с его помощью свергают власть капитала. В фильме «Наполеон-газ» ситуация была инвертирована — на этот раз страшный газ изобрели капиталисты, которые попытались с его помощью захватить Ленинград.
Особняком в этом ряду стоит фильм Якова Протазанова «Аэлита» (1924), признанный во всем мире классикой кинофантастики. Снятый кинокомпанией «Межрабпом-Русь» (смешанное акционерное общество) по мотивам одноимённой повести А. Н. Толстого, фильм уделяет гораздо большее, чем роман, внимание реалистическому показу жизни в послереволюционном РСФСР. Фантастическая «марсианская» часть картины поставлена на явном контрасте, в духе экспрессионизма. Аэлита, дочь правителя Марса Тускуба, пытается свергнуть диктатуру отца с помощью прилетевших к ней с Земли инженера Лося и красноармейца Гусева. После ряда неудач восстание заканчивается успехом. Однако, к разочарованию землян, став правительницей, Аэлита устанавливает столь же жестокую диктатуру.
Фильм «Мисс Менд» (1926), поставленный по написанному Мариэттой Шагинян одному из самых интересных советских фантастико-приключенческих романов «Месс-Менд», почти начисто лишен связи с сюжетом литературного первоисточника и его сюрреалистического обаяния и рассказывает всего лишь об очередной предотвращённой попытке мирового капитала погубить СССР.
По мере ужесточения политики партии по отношению к культуре фантастическая социальная тема становилась все более рискованной даже при сохранении чисто коммунистического подхода — фильмы по любому мельчайшему поводу могли подвергнуться обвинениям в «правом» или «левом» уклоне, что автоматически делало жизнь его создателей в СССР невыносимой. Поэтому во второй половине 1920-х годов попытки снять фантастические фильмы сходят в СССР практически на нет.

## Голливудская немая кинофантастика
В конце 1910-х — начале 1920-х годов в американском кино доминировала лирическая и эксцентрическая комедия, лучшие образцы которой создавали сначала Макс Линдер, а затем пришедший ему на смену Чарли Чаплин. Однако после шумного успеха, которым пользовался у американской публики «Кабинет доктора Калигари», и столь же шумного провала эпической «Нетерпимости» Гриффита, вопрос поиска новых направлений стал для Голливуда особенно острым.
Одним из таких направлений (не единственным и далеко не главным) стала романтическая фантастика.
Этапной для 1920-х годов стала новая киноверсия «Доктора Джекила и мистера Хайда» (Dr. Jekyll and Mr. Hyde), поставленная в 1920 году Джоном С. Робертсоном с великолепным Джоном Бэрримором в центральной роли. Пожалуй, именно этот фильм задал основной приём, который приносил успех последующим экранизациям — контраст между аристократичным Джекилом и кошмарным Хайдом подчеркивался тем, что играл их один и тот же актёр, хотя поверить в это можно было только наблюдая сам процесс магического преображения Джекила в Хайда. Особенно убедительно это было продемонстрировано в постановке 1931 года; напротив, фильм 1941 года был в этом отношении гораздо более компромиссным и вследствие этого пользовался заметно меньшим успехом.
Обернулся впечатляющим успехом продюсерский эксперимент Дугласа Фэрбенкса — поставленная режиссёром Раулем Уолшем арабская фэнтези «Багдадский вор» (The Thief of Bagdad, 1924), в которой атмосфера сказки в духе «Тысячи и одной ночи» сочеталась с волшебными по тому времени спецэффектами и обаянием исполнившего титульную роль самого Фэрбенкса. Фильм позаимствовал многие выразительные решения у немецкого экспрессионизма, но прибавил к ним чисто голливудскую масштабность постановки. То, что получилось в результате, положило начало продолжительной традиции создания фантастических фильмов в антураже Древнего Востока — включая знаменитый позднейший цикл о путешествиях Синдбада.
Однако настоящей звездой немой романтической фантастики стал не героически красивый Фэрбенкс, а актёр диаметрально противоположного амплуа — Лон Чейни, который мастерски перевоплощался в обычно несчастных и часто ужасно изуродованных персонажей. Его долгая кинематографическая карьера взлетела в зенит в середине 1920-х годов, после того, как он сыграл Квазимодо в «Соборе Парижской богоматери» (The Hunchback of Notre Dame, 1923) и заглавную роль в «Призраке Оперы» (The Phantom of the Opera, 1925). Сюжеты этих фильмов даже с натяжкой нельзя назвать фантастическими, однако именно их постановочные особенности (и особенно игра Лона Чейни) оказали громадное влияние на фантастику ужасов последующих двух десятилетий, а сюжет «Призрака Оперы» стал одним из традиционных для фильмов ужасов. Лон Чейни изобретал для своих персонажей сложнейшие системы изменения внешности и привнес в кинематограф невиданную ранее свободу перевоплощения; именно его достижения сделали возможным появление сложных «фантастических» образов, созданных в следующем десятилетии. Его актёрская пластичность была невообразима и заслуженный им титул «Человек Тысячи Лиц» совершенно не выглядит преувеличением.
Среди романтических драм и психологических триллеров, в которых снимался Лон Чейни, следует упомянуть фильм Тода Браунинга «Лондон после полуночи» (London After Midnight, 1927) — романтический детектив с ясно выраженным уклоном в фантастику ужасов и «вампирскую» тематику. Хотя появляющийся в фильме вампир оказывается фальшивым, фильм стал едва ли не главным толчком к возникшей у Чейни идее экранизировать «Дракулу» Брэма Стокера — этот проект, осуществлённый уже после смерти Чейни, стал первым знаменитым фильмом ужасов 1930-х годов.

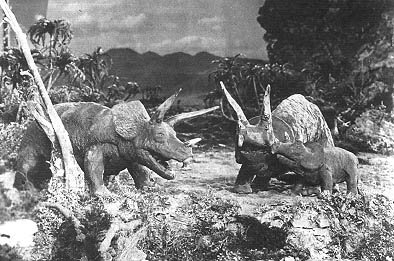
«Затерянный мир», 1925

Продолжалось и развитие спецэффектов, в частности, техники покадровой мультипликации. Самой заметной фигурой в этой области стал Уиллис О’Брайен, чьи «живые» динозавры совершенствовались на протяжении десятилетия и создали главные предпосылки к созданию первой экранизации романа Конан Дойла «Затерянный мир». Одноимённый фильм (The Lost World), поставленный в 1925 году режиссёром Гарри Хойтом, во многом стал бенефисом О’Брайена — созданные им динозавры заняли едва ли не бо́льшую часть экранного времени и стали главной причиной грандиозного успеха картины. При работе над этим фильмом О’Брайен уже совмещал в одном кадре покадрово снятые кукольные фигуры и «живых» актёров, но делалось это пока путём разделения экрана. Впоследствии, сделанные на этом проекте наработки позволили О’Брайену довести свою технику съёмки почти до совершенства и эффективно совмещать в одном кадре человека и куклу, что было с таким блеском использовано им через несколько лет при съёмках «Кинг-Конга».